# デリカテッセン

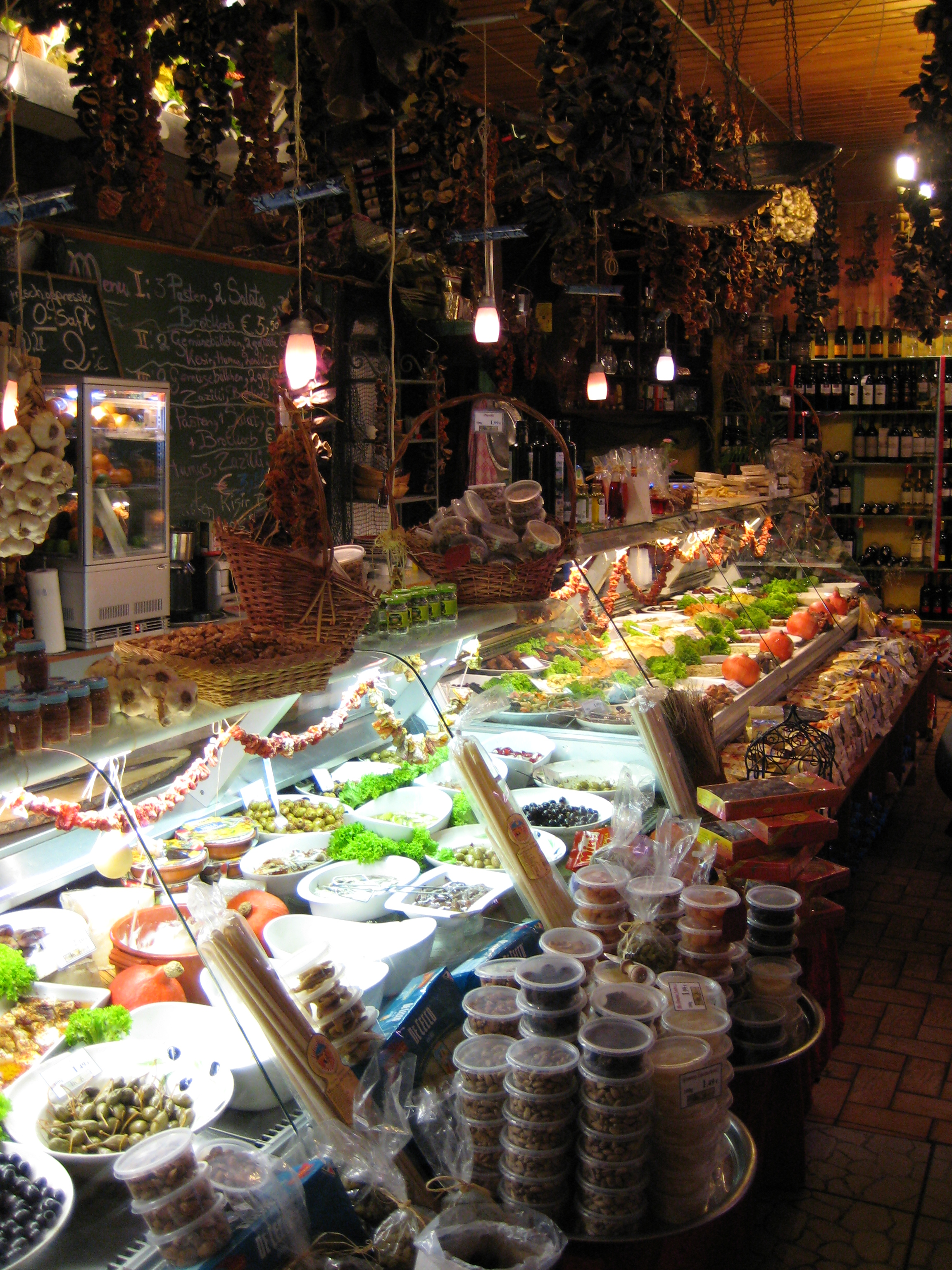
デリカテッセン、ベルリン

デリカテッセン（英語: Delicatessen、ドイツ語: Delikatessen）は、サンドイッチや持ち帰り用の西洋風惣菜を売る飲食店である。ラテン語のデリカトゥス（delicatus）を祖とし、ドイツ語で「美味しいもの」を意味するデリカテッセ（Delikatesse）の複数形であり（英語においてはドイツ語からの借用語である）、そこからデリカテッセンを売る商店という意味が派生した。デリやデリカと略されることもある。

## 概要

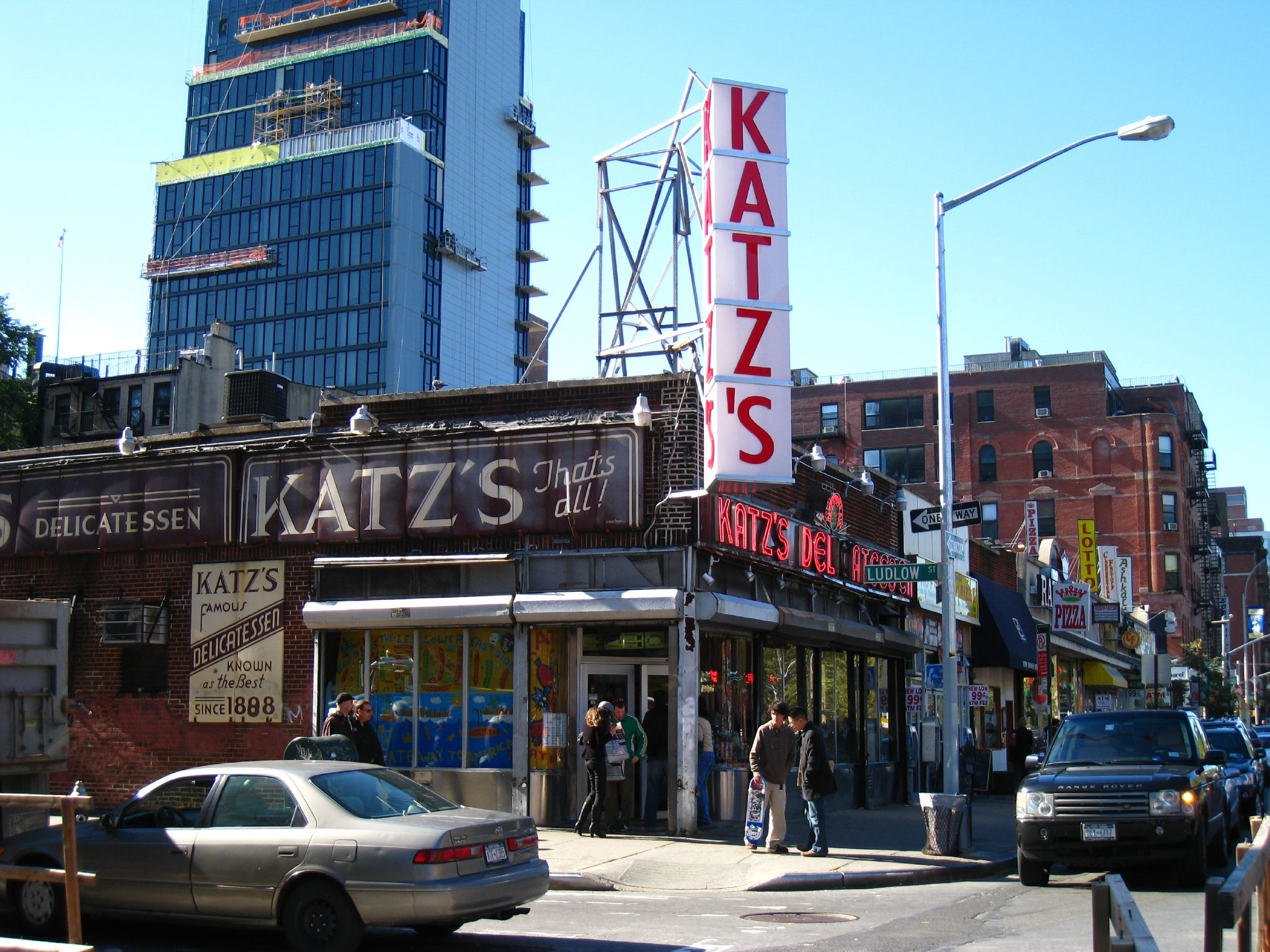
ニューヨークのコーシャー式カッツ・デリカテッセン

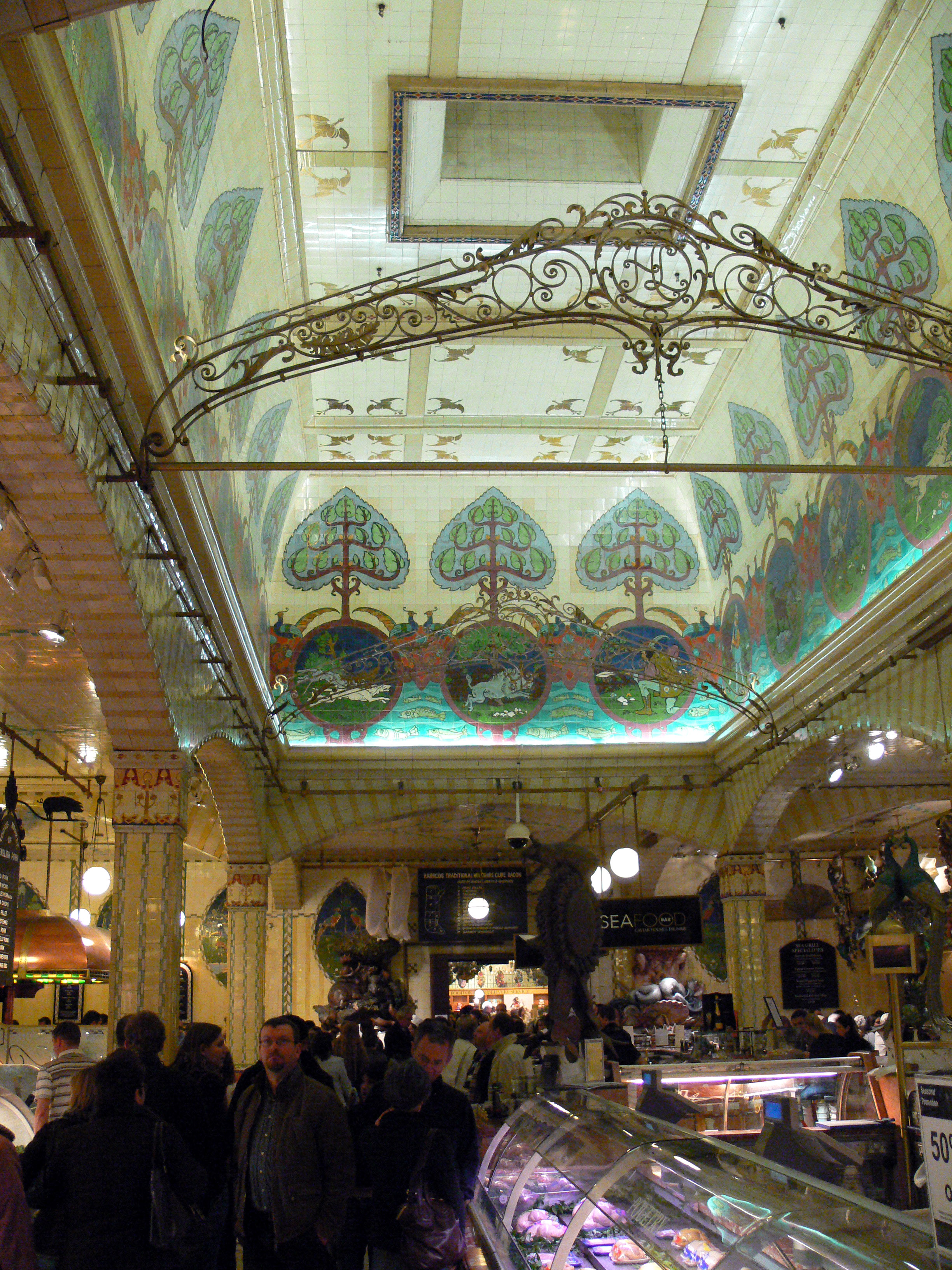
ハロッズ内のデリカテッセン

デリカテッセンで扱われる食品はハム、ソーセージ、チーズ、パン、オリーブ、サラダなどが主で、量り売りであることが多い。デパートやスーパーマーケット内部のデリコーナーである場合と、独立した商店である場合がある。アメリカ合衆国では独立したデリはソフトドリンク、低アルコール飲料（ビール等）、生活雑貨等も取り扱っており、コンビニエンスストアの役割も果たしている。注文に応じてサンドイッチを作ってくれる店舗が多く、店舗内に飲食設備を設けて、ファスト・フード店、または、カジュアルレストランとなっているところも多い。高級なデリカテッセンでは、ワイン、パテ、キャビア、フォアグラなどグルメ食品なども扱い、ヨーロッパではむしろグルメ食品店として機能している。カナダとオーストラリアではアメリカ風とヨーロッパ風両方のデリカテッセンが見られる。
アメリカ合衆国では、19世紀にヨーロッパからの移民によってニューヨークなどでデリカテッセンが起業された。東ヨーロッパ各国から移住してきた東欧系ユダヤ人による、パストラミやロックス、ゲフィルテ・フィッシュ、クニッシュなどコーシャーのユダヤ料理を売るデリカテッセンが最も有名だが、ドイツ系やイタリア系移民などが開業したデリカテッセンもあり、ジューイッシュ・デリカテッセン（Jewish delicatessen、ユダヤ式デリカテッセン）と呼ばれる前者と区別するため、後者をユーロピアン・デリカテッセン（European delicatessen、ヨーロッパ式デリカテッセン）と呼び分けることもあった。
航空機では、上位クラスのシートで、普通の食事に代えて軽食が提供されることがあるが、これもデリカテッセンと呼ばれる。機内食の区分で「デリ」と表示されているフライトがそれである。
日本においてはコンビニ向けに作り置きの調理済みおかずを製造する会社の社名（○○デリカ等）のデリカはデリカテッセンから来ている。なお、コンビニ向けでは弁当の製造も行っていることがある。スーパーやデパートのそれらを提供する部門またはそこで提供される商品を指す用例が多く見られる。近年は欧米に似た惣菜の販売や店内飲食を主な業とする店舗も見られる。語義的には上述の通り洋風惣菜を指すことになるが、店頭では和洋中の商品が区分されずに売られる場合も多い。すなわち日本においては惣菜とほぼ同義である（詳細は同記事参照）。